# メチロシスティス属
メチロシスティス属はグラム陰性の非芽胞形成偏性好気性桿菌。メチロシスティス科に属し、その基準属である。偏性メチル酸化細菌(メチロトローフ)に分類され、GC含量は63である。属名はメチルとシストに由来する。基準種はメチロシスティス・パルブス。
メタンの存在する水中などに生息してセリン経路により、メタンやメタノールを酸化してエネルギーを得ることができる。また、窒素固定能力がある。